# Пам'ятники Житомира
У сучасному Житомирі встановлено низку пам'ятників, меморіалів та пам'ятних знаків.

## Пам'ятники Житомира
| Назва | Рік встановлення | Розташування | Фото | Короткі відомості |
| Загиблим учасникам ліквідації наслідків Чорнобильської катастрофи «ЧОРНА БІЛЬ», пам'ятний знак                                       | 2006 р.          | на вулиці Покровській, 96, поряд з будівлею Національної поліції                                                         |      | Пам'ятник загиблим учасникам ліквідації наслідків Чорнобильської катастрофи був встановлений у 2006 р. до 20-річчя Чорнобильської катастрофи. Автори — скульптор О. Вітрик, архітектор П. Бірюк. |
| Викладачам, студентам і співробітникам Житомирського Педагогічного університету, що полягли у роки ІІ Світової війни, пам'ятний знак |                  | вулиця Велика Бердичівська, 40                                                                                           |      | |
| Братська могила жертв фашизму.(Ск. Табачник Й. С. Арх. Бірюк П. М.)                                                                  | 1996             | проспект Миру, 69 |      | Пам'ятне місце розташування богунського концентраційного табору військовополонених та пам'ятник жертвам нацизму. |
| Героям Небесної Сотні | 2017             | Майдан Корольова, перед будівлею обласної державної адміністрації                                                        |      | Пам'ятник Героям Небесної Сотні. Автори проекту — Герез-Гладка Юлія та Герез Петро. Елементи триптиху виконані із 3 металевих листів розміром 2×8 м. Скульптура Героя, що стоїть на бетонному постаменті попереду триптиха, виготовлена із листів напівпрозорого акрилу. Згідно з розпорядженням голови облдержадміністрації № 616 від 8 листопада 2021 року, пам'ятник занесли до переліку об'єктів культурної спадщини, як історичну споруду.                                                                               |
| Діана |                  | у парку ім. Ю. О. Гагаріна                                                                                               |      | встановлено за часів барона Шодуара. |
| Домбровського Ярослава, бюст | 1971             | у сквері на майдані Згоди                                                                                                |      | Пам'ятник польському політичному та військовому діячеві Ярославові Домбровському був встановлений у 1971 році. Автори — скульптор О. Скобліков, архітектор М. Іванчук. |
| Жертвам Голодомору / «Ангел, що сумує»                                                                                               | 2006             | у сквері у східній частині Путятинської площі                                                                            |      | Пам'ятник Жертвам Голодомору в Україні 1932-33 років був встановлений у переддень 15-го Дня незалежності України — 23 серпня 2006 року. Автори — скульптор О. Костюк та архітектор П. Перевозник. |
| Кавуну Василю |                  | перед ЗОШ № 22 (вулиця Космонавтів, 36)                                                                                  |      | |
| Короленка Володимира, бюст | 1973             | перед ЗОШ № 6 (майдан Короленка, 7)                                                                                      |      | Погруддя російського письменника і правника Володимира Короленка було відкрите у рамках відзначення 120-річчя від дня його народження в 1973 році. Автори пам'ятника — скульптор В. П. Вінайкін, архітектор М. П. Іванчук. |
| Корольову Сергію | 1971             | на майдані Корольова |      | Пам'ятник академіку С. П. Корольову був відкритий у 1971 році. Автори пам'ятника — скульптор О. П. Олійник, архітектор А. Д. Корнєєв. |
| Корольову Сергію |                  | на вулиці Дмитрівській, біля Музею космонавтики                                                                          |      | |
| Косенка Віктора, бюст | 1981             | у сквері перед будинком музичного училища ім. В. С. Косенка (вул. Пушкінська, 28)                                        |      | Пам'ятник-погруддя українського композитора, піаніста й педагога В. С. Косенка був відкритий у 1981 році. Автори пам'ятника — скульптор В. Фещенко та архітектор М. Іванчук. |
| «Ларіосік з Житомира», скульптура | 2007             | у сквері перед кінотеатром «Україна» (вул. Київська, 13)                                                                 |      | Пам'ятник, присвячений літературному персонажу відомих творів Михайла Булгакова (роман «Біла гвардія», п'єса «Дні Турбіних») Іларіону Іларіоновичу Суржанському («Ларіосік з Житомира»), прототипом якого був мешканець Житомира Микола Судзіловський, був відкритий у 2007 році. Автори пам'ятника — скульптор Ю. Осташев, архітектор О. Плотко-Осташева (м. Київ). |
| Лятошинського Бориса, бюст | 1995             | по вулиці Лятошинського, 5                                                                                               |      | Бюст українського композитора, диригента і педагога, одного з основоположників модерного напрямку в українській музиці Бориса Лятошинського встановили 1995 року на місці, де колись був будинок, у якому він народився. Погруддя виготовив Київський художньо-виробничий комбінат, автор архітектурної прив'язки — А. Черніченко. |
| Івану Огієнку (митрополиту Іларіону)                                                                                                 | 2017             | вулиця Михайлівська, коло Свято-Михайлівського кафедрального собору                                                      |      | Пам'ятник українському вченому, митрополиту УАПЦ, політичному, громадському і церковному діячеві Івану Огієнку (митрополиту Іларіону) був встановлений у 2017 році. Автори — скульптор Василь Фещенко, архітектор Валерій Головатенко. |
| Олегу Ольжичу | 2017             | в сквері ім. Олега Ольжича на розі вул. Перемоги та Ольжича                                                              |      | 27 жовтня 2017 року у Житомирі відкрили пам'ятник видатному поету, політичному діячу, археологу, почесному громадянину Житомира Олегу Ольжичу. Згідно з розпорядженням голови облдержадміністрації № 615 від 8 листопада 2021 року, пам'ятник занесли до переліку об'єктів культурної спадщини, як витвір монументального мистецтва. Автори — скульптор Василь Фещенко, архітектор Валерій Головатенко; пам'ятник постав на місці демонтованого в лютому 2005-го року пам'ятника червоному командирові Олександру Пархоменку. |
| Папі римському блаженному Івану Павлу ІІ                                                                                             | 2011             | на Замковому майдані біля Кафедрального храму св. Софії                                                                  |      | Пам'ятник папі римському блаженному Івану Павлу ІІ відкрито та освячено 22 жовтня 2011 року. |
| Партизанам, підпільникам Житомирщини, пам'ятний знак                                                                                 |                  | на розі вулиць Київської та Хлібної, біля школи № 17                                                                     |      | |
| Першій вчительці, пам'ятний знак | 2006             | на території Житомирського державного університету ім. І. Франка (з боку вулиці Пушкіна)                                 |      | Пам'ятний знак Першій вчительці був відкритий усередині березня 2006 року. |
| Слави, монумент | 1979             | на пагорбі Слави на вулиці Чуднівській                                                                                   |      | У День Перемоги 9 травня 1979 року в Житомирі був відкритий монумент Вічної Слави на честь воїнів-визволителів, партизан та підпільників. Автори монумента — скульптори І. А. Коломієць та її чоловік Г. Я. Хусід, архітектори А. Ф. Ігнащенко та І. А. Іванов. |
| Франка Івана, бюст |                  | |      | |
| Шевченку Тарасові, бюст | 1976             | в невеликому сквері на розі вулиць Великої Бердичівської та Шевченка.                                                    |      | Житомирський пам'ятник-погруддя Тарасу Шевченку був встановлений у 1976 році. Автори пам'ятника — скульптор Б. Карловський та архітектор П. Бірюк. |
| на честь воїнів-житомирян, які загинули в Афганістані/ «Чорний тюльпан», пам'ятний знак                                              | 2008             | поблизу обласної наукової універсальної бібліотеки ім. О. Ольжича (навпроти центральної алеї наприкінці Нового бульвару) |      | Пам'ятний знак на честь 20воїнів-житомирян, які загинули в Афганістані, був встановлений у 2008 році. Автори пам'ятника — скульптор Д. Красняк, архітектор М. Марчук. |
| на честь 1000-ліття Хрещення Русі, пам'ятний хрест                                                                                   | 1988             | біля Спасо-Преображенського кафедрального собору (вул. Перемоги, 12)                                                     |      | Пам'ятний хрест на честь 1000-ліття Хрещення Русі з'явився 1988 року. |
| на честь 20-річчя Перемоги над фашизмом, пам'ятний знак                                                                              | 1965             | у центрі площі Перемоги                                                                                                  |      | Пам'ятник на честь 20-річчя Перемоги над фашизмом у вигляді танку часів ІІ Світової війни на постаменті був урочисто відкритий у переддень 20-го Дня Перемоги 8 травня 1965 року. Автор — архітектор А. Ф. Грінченко. |
| з нагоди 110-ї річниці будівництва Житомирського водопроводу, пам'ятний знак                                                         | 2008             | перед будівлею «Житомироблводоконалу»                                                                                    |      | Пам'ятний знак з нагоди 110-ї річниці будівництва Житомирського водогону був встановлений 26 грудня 2008 року. |

## Колишні пам'ятники
| Назва                                                                    | Дата встановлення | Дата демонтажу                                | Розташування                                                 | Фото | Короткі відомості |
| Леніну Володимиру                                                        | 1970              | Зруйнований в ніч з 20 на 21 лютого 2014 року | перед будинком правосуддя на Соборному майдані               |      | Автори — скульптори М. Вронський та О. Олійник; архітектор Ф. Грінченко. |
| Карла Маркса, бюст                                                       | 1968              | 24 лютого 2014.                               | У сквері, на розі вулиць Великої Бердичівської і Театральної |      | Пам'ятник-погруддя німецькому вченому-економісту й філософу, одному з засновників марксизму Карлу Марксу. Споруджений у 1968 році. Автори пам'ятника — скульптор П. Ульянов, архітектор М. Іванчук.            |
| Пархоменка Олександра, бюст                                              |                   | 26 лютого 2015                                | у сквері, на розі вулиць Ольжича та Перемоги                 |      | |
| Шелушкова Григорія, бюст                                                 | 1973              | 13 липня 2016                                 | у сквері на розі вулиць Київської та Князів Острозьких       |      | Погруддя Героя Радянського Союзу Г. І. Шелушкова було встановлене 1973 року. Автори пам'ятника — київські скульптор О. Скобліков, архітектор А. Ф. Ігнащенко.                                                  |
| На честь нагородження Житомира Орденом Червоного Прапора, пам'ятний знак | 1984              | 4 липня 2016                                  | по вулиці Перемоги (між майданами Перемоги та Соборним)      |      | Пам'ятний знак на честь нагородження Житомира Орденом Червоного Прапора з'явився у 1984 році (рік нагородження).                                                                                               |
| Пушкіна Олександра, бюст                                                 | 1899              | 11 листопада 2022                             | на початку Старого бульвару                                  |      | Відкриття відбулося 26 травня 1899 року з нагоди 100-річчя від дня народження Пушкіна. Скульптор Генріх Олешкевич. Демонтований в рамках деколонізації після початку широкомасштабного російського вторгнення. |

## Виноски
1. 1 2  Ще три пам’ятники та пішохідний міст у Житомирі внесли до переліку об’єктів культурної спадщини - zhytomyr-future.com.ua (укр.). Архів оригіналу за 19 листопада 2021. Процитовано 19 листопада 2021.
2. ↑  «Ангел, що плаче» на www.city.zt.ua. Архів оригіналу за 6 квітня 2010. Процитовано 10 жовтня 2010.
3. ↑  Перший в Україні. У Житомирі відкрили пам’ятник Олегу Ольжичу. tyzhden.ua. Архів оригіналу за 27 жовтня 2017. Процитовано 28 жовтня 2017.
4. ↑  Пам'ятник Ольжичу у Житомирі перший не лише в Україні, але й у світі, — голова Організації українських націоналістів [Архівовано 1 грудня 2017 у Wayback Machine.] повідомлення на zhitomir.info від 27 жовтня 2017 року
5. ↑  Освячення пам'ятника бл. Івану Павлу ІІ[недоступне посилання з липня 2019]
6. ↑  Ще один пам'ятник першій вчительці[недоступне посилання з липня 2019] // інф. «Експрес» (м. Житомир) за 22 березня 2006 року
7. ↑  В Житомире больше нет Ленина на площади Соборной. Как это было. Архів оригіналу за 23 лютого 2014. Процитовано 21 лютого 2014.
8. ↑  В Житомирі вночі скинули погруддя Карла Маркса і розписали постамент. Архів оригіналу за 8 травня 2014. Процитовано 21 травня 2014.
9. ↑  Житомирські «свободівці» демонтували пам'ятник Олександру Пархоменку. Архів оригіналу за 27 лютого 2015. Процитовано 27 лютого 2015.
10. ↑  Памятник Шелушкову в Житомире снесли со второй попытки / Новости Житомира / Житомир. Архів оригіналу за 16 вересня 2016. Процитовано 27 вересня 2016.
11. ↑  Декомунізація дібралась до пам'ятного знаку на честь нагородження Житомира Орденом Червоного Прапора. Архів оригіналу за 21 вересня 2016. Процитовано 27 вересня 2016.
12. ↑  У Житомирі демонтували пам’ятник Пушкіну. www.zhitomir.info (укр.). Процитовано 11 листопада 2022.